# 新清洲タクシー

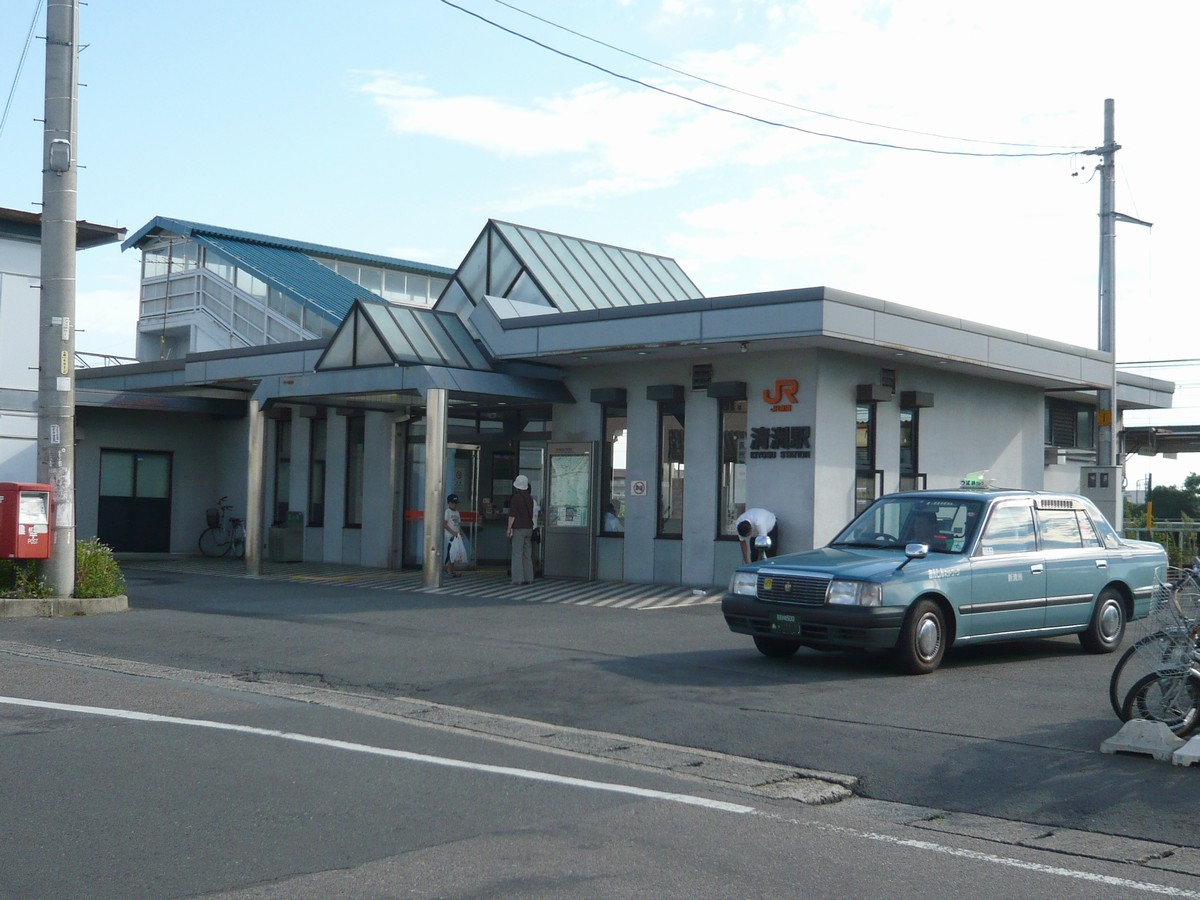
清洲駅で待機中の新清洲タクシーの車両

新清洲タクシー（しんきよすタクシー）は、かつて愛知県清須市清洲に本社を置いていたつばめタクシーグループに属するタクシー事業者である。
グループ内で最後から2番目となる1997年に設立された比較的新しい会社で、旧清洲タクシーを前身としているため自社無線を使用していた。
また、グループ内で最後まで残っていた有限会社でもあった（2007年3月31日まで、都市交通愛知も有限会社であったが、あんしんネットなごやに吸収合併された）。2009年3月31日付であんしんネット21に吸収合併され営業所は閉鎖、グループ唯一の有限会社は消滅した。

## 営業所
- 旧・本社営業所 : 愛知県清須市清洲1840番地（2009年3月31日閉鎖）

## タクシー乗り場
- 名鉄新清洲駅
- JR清洲駅
  - 清洲駅の駅舎は営業区域外の稲沢市にあるが、すぐ目の前が清須市のため待機していた。